# Dalila-Lilly Topic
Dalila-Lilly Topic, född 13 november 1997, är en svensk volleybollspelare (center). Hon spelar för USC Münster och Sveriges landslag, med vilka hon deltog vid EM 2021.
Tidigare har hon spelat för 1. VC Wiesbaden (2021/22), Hylte/Halmstad VBK (2018/19-2020/21), Lindesbergs VBK (2017/18), Lunds VK (2016/17) och RIG Falköping (2014/15-2015/16).. Hon började spela volleyboll i 11-12-årsåldern Under säsongen med Wiesbaden vann hon blockligan i Bundesliga. Från 2022 har Topic tvingats till ett spelavbrott orsakat av en autoimmun sjukdom. I januari 2024 preciserade hon att sjukdomen var immunmedierad nekrotiserande myopati.